# クドゥラ金子
クドゥラ金子（クドゥラ かねこ、本名：クドゥラ・トラゥ、1998年2月15日 - ）は、アフガニスタン出身の元プロボクサー。初代日本ウェルター級ユース王者。トレーナーは金子実。本多ボクシングジム所属。

## 人物
リングネームの金子は指導を受けるトレーナーの名字からとった。
13歳でアフガニスタンから来日。15歳からボクシングを始めた。
あこがれの選手は6階級制覇王者マニー・パッキャオ。「（国会議員でもある）パッキャオは自分の国の人を助けている。自分もファイトマネーでアフガニスタンの人をいっぱい助けたい」といつかはアフガニスタンのパッキャオになるのが夢と語っていた。

## 来歴
2015年8月3日に後楽園ホールで南優作とウェルター級4回戦を戦い、2回2分58秒KO勝ちを収めてデビュー戦を白星で飾った。
そして2016年7月21日に後楽園ホールで行われた「東日本新人王予選」で入江翔太とウェルター級で戦い、1回37秒TKO勝ちを収めて東日本新人王準決勝進出を果たしたが、次戦は棄権した。
その後2連勝して2018年5月13日に山口県国際総合センター（海峡メッセ下関）で行われた「関門ジャパンドラマティックファイトvol.13」にてチェンジ濱島と初代日本ウェルター級ユース王座決定戦を行い、8回3-0（78-75×2、79-73）判定勝ちを収めて初代日本ウェルター級ユース王者になった。同年11月22日に後楽園ホールで行われた「アンタッチャブルファイト28」のメインイベントで前日本ウェルター級王者の有川稔男とウェルター級8回戦を戦い、3回1分44秒TKO勝ちを収めた。なおこの試合で東日本ボクシング協会から2018年11月度月間賞敢闘賞を受賞した。
翌2019年5月3日に大阪府立体育会館第二競技場で行われた「第8回チャンプファイト」にて安達陸虎と日本ユースウェルター級タイトルマッチを行い、5回3分7秒KO勝ちを収めて日本ユース王座初防衛に成功した。
2019年9月21日、後楽園ホールで行われた「DANGAN227」にて、日本ウェルター級11位の尹文鉉と対戦し、2回3分9秒KO勝ちを収めた。
2020年2月27日、後楽園ホールでOPBF東洋太平洋ウェルター級王座決定戦として長濱陸と対戦するも、12回0-3（110-117×2、110-118）で判定負けを喫し、王座獲得に失敗した。
2020年3月8日、自身のTwitterで現役引退を発表した。これに伴い、ユース王座も返上した。

## 獲得タイトル
- 初代日本ウェルター級ユース王座（防衛1=返上）

## 戦績
- プロボクシング - 12戦11勝1敗0分（8KO）

| 戦           | 日付           | 勝敗 | 時間    | 内容    | 対戦相手                  | 国籍       | 備考                                 |
| ------------ | -------------- | ---- | ------- | ------- | ------------------------- | ---------- | ------------------------------------ |
| 1            | 2015年8月3日   | 勝利 | 2R 2:58 | TKO     | 南優作（川島）            | 日本       | プロデビュー戦                       |
| 2            | 2015年10月27日 | 勝利 | 1R 2:56 | KO      | 馬場一浩（角海老宝石）    | 日本       | C級トーナメント                      |
| 3            | 2016年1月27日  | 勝利 | 4R      | 判定2-1 | 入江翔太（KG大和）        | 日本       | C級トーナメント決勝                  |
| 4            | 2016年7月21日  | 勝利 | 1R 0:37 | TKO     | 入江翔太（KG大和）        | 日本       | 2016年東日本ウェルター級新人王予選   |
| 5            | 2017年7月29日  | 勝利 | 3R 2:44 | TKO     | 海藤正晴（シュウ）        | 日本       |                                      |
| 6            | 2017年11月19日 | 勝利 | 6R      | 判定3-0 | チェンジ濱島（関門JAPAN） | 日本       |                                      |
| 7            | 2018年5月13日  | 勝利 | 8R      | 判定3-0 | チェンジ濱島 (関門JAPAN)  | 日本       | 初代日本ウェルター級ユース王座決定戦 |
| 8            | 2018年9月2日   | 勝利 | 2R 0:23 | TKO     | ジョエル・デラ・クルス    | フィリピン |                                      |
| 9            | 2018年11月22日 | 勝利 | 3R 1:44 | TKO     | 有川稔男（川島）          | 日本       |                                      |
| 10           | 2019年5月3日   | 勝利 | 5R 3:07 | KO      | 安達陸虎（井岡弘樹）      | 日本       | 日本ユース王座防衛1                  |
| 11           | 2019年9月21日  | 勝利 | 2R 3:09 | KO      | 尹文鉉（ドリーム）        | 日本       |                                      |
| 12           | 2020年2月27日  | 敗北 | 12R     | 判定0-3 | 長濱陸（角海老宝石）      | 日本       | OPBF東洋太平洋ウェルター級王座決定戦 |
| テンプレート |                |      |         |         |                           |            |                                      |